# Joseph William Tobin
Joseph William Tobin (Detroit, 3 maggio 1952) è un cardinale e arcivescovo cattolico statunitense.

## Biografia
Joseph William Tobin è nato a Detroit, Michigan, il 3 maggio 1952, primo dei tredici figli di Joseph W. Tobin e Marie Terese Kerwin. È stato battezzato cinque giorni dopo la sua nascita nella storica chiesa del Santissimo Redentore, fondata e amministrata dalla Congregazione del Santissimo Redentore. In seguito ha frequentato la scuola parrocchiale.

### Formazione e ministero sacerdotale
Mentre si preparava per il diploma, si è sentito chiamato a servire come prete cattolico; i redentoristi lo hanno poi accettato come candidato. Ha frequentato il St. Joseph's Preparatory College di Edgerton, Wisconsin, il seminario minore della congregazione. Dopo il diploma, nel 1970, è stato ricevuto nel noviziato della Congregazione per iniziare la sua formazione come membro. Ha fatto la professione temporanea dei voti religiosi il 5 agosto 1972 e la professione perpetua il 21 agosto 1976.
Nel 1975 ha ottenuto un diploma di laurea in filosofia presso l'Holy Redeemer College a Waterford, Wisconsin, dopo di che è stato mandato a studiare al Mount St. Alphonsus Seminary di Esopus, New York, dove ha ottenuto un master in educazione religiosa (1977) e un Master of Divinity in teologia pastorale (1979).
Tobin è stato ordinato sacerdote il 1º giugno 1978. L'anno successivo, è tornato a casa in quanto è stato nominato vicario parrocchiale della parrocchia del Santissimo Redentore di Detroit. In seguito è stato nominato parroco, rimanendo in carica dal 1984 al 1990. Ha servito come vicario episcopale per l'arcidiocesi di Detroit dal 1980 al 1986 e offerto la sua collaborazione al locale tribunale diocesano. Dal 1990 al 1991 ha prestato servizio come parroco della parrocchia di Sant'Alfonso a Chicago.
Tobin è stato eletto consultore generale dei Padri Redentoristi nel 1991 e il 9 settembre 1997 è stato eletto Superiore generale, venendo poi confermato per un altro mandato il 26 settembre 2003. Nello stesso anno è diventato vicepresidente dell'Unione dei Superiori Generali. È stato anche membro del Consiglio per le relazioni tra la Congregazione per gli istituti di vita consacrata e le società di vita apostolica e l'Unione Internazionale delle Superiore Generali dal 2001 al 2009. Ha trascorso i primi mesi del 2010 come anno sabbatico presso la Blackfriars Hall di Oxford con i Fratelli de La Salle. Ha perseguito il suo interesse per l'aumento della secolarizzazione e della cultura laica, frequentando i seminari del sociologo della religione e antropologo Peter Clarke, studiando all'Istituto di Las Casas e prendendo lezioni al Blackfriars.
Tobin parla inglese, spagnolo, francese, italiano e portoghese.

### Ministero episcopale e cardinalato
Il 2 agosto 2010 è stato nominato segretario della Congregazione per gli istituti di vita consacrata e le società di vita apostolica (CIVCSVA) e arcivescovo titolare di Obba. Tobin è stato il secondo religioso degli Stati Uniti a ricoprire l'incarico. Ha ricevuto la consacrazione episcopale a Roma il 9 ottobre 2010 dal cardinale Tarcisio Bertone, segretario di Stato di Sua Santità, co-consacranti i cardinali Agostino Vallini, vicario generale di Sua Santità per la diocesi di Roma, e Franc Rodé, prefetto del dicastero. Tobin aveva saputo della nomina due settimane prima dell'annuncio formale. Egli ha ricordato: "Stavo dipingendo la casa di mia madre in Ontario quando il telefono squillò. La voce all'altro capo disse di essere il cardinale Bertone e il mio primo pensiero fu che si trattava di uno scherzo... sai, ho pensato che forse era uno dei confratelli a scherzare. Rapidamente, però, mi sono reso conto che in realtà era Bertone e lui disse che il Santo Padre voleva che facessi questo. La mia prima reazione fu di dargli i nomi di cinque persone molto più qualificate di me per fare questo lavoro. Ma era completamente serio. Il cardinale disse di no, questo è ciò che il Santo Padre vuole. Mi disse che potevo prendere una settimana o dieci giorni di tempo per pensarci, così ho parlato con i miei superiori, i miei amici più cari nella vita religiosa e il mio direttore spirituale".
Tobin ha detto che "la [sua] speranza è che il rapporto del Vaticano con le chiese locali possa essere una sorta di tensione creativa. Penso che la vita senza tensioni sarebbe molto noiosa e inutile. Non possiamo camminare, non possiamo parlare, non possiamo cantare senza tensioni. È necessario disporre di tensione nelle corde vocali e nella schiena, per non parlare di una chitarra. Tuttavia, la tensione può essere distruttiva. La sfida è quella di riconoscere la diversità dei doni e la pluralità delle Chiese e quello dello spirito che ci unisce. E penso che è l'avventura di una vita."
Quando è arrivato nel dicastero, era già in corso una visita di ispezione critica ai ministeri e organizzazioni di 341 istituti religiosi femminili negli Stati Uniti. La Congregazione per la dottrina della fede stava conducendo una valutazione dottrinale della Leadership Conference of Women Religious (LCWR), focalizzata sull'ortodossia teologica. Nel dicembre 2010 Tobin ha detto che Roma aveva bisogno di riconoscere la "profondità di rabbia e dolore" provocata da una visita, affermando che ha illustrato la necessità di una "strategia di riconciliazione" con le donne religiose. La CDF ha pubblicato la sua relazione sulla LCWR nel mese di aprile del 2012, e Tobin è stato riferito essere infelice sia per il suo contenuto che per la mancata consultazione con lui prima del rilascio. Nel mese di agosto ha criticato pubblicamente il modo in cui il suo predecessore aveva predisposto la visita apostolica - evento separato dalle indagini della CDF sulla LCWR - affermando: "Credo che una visita debba avere un aspetto dialogico, ma il modo in cui questa è stata strutturata all'inizio non ha veramente favorito questo".
Il 18 ottobre 2012 papa Benedetto XVI ha riassegnato Tobin a capo dell'arcidiocesi di Indianapolis, una comunità cattolica di circa 246 000 persone. Ha preso possesso dell'arcidiocesi il 3 dicembre successivo. Era diffusa la voce che vedeva come motivo della sua riassegnazione l'aver fatto conoscere la sua infelicità verso Congregazione per la dottrina della fede sulla relazione molto critica circa la LCWR negli Stati Uniti.
Nel mese di giugno 2014, Tobin ha avvertito che la polarizzazione ideologica della vita politica americana "aiuta a contribuire alla balcanizzazione dei cattolici americani in cosiddette ala destra e sinistra, o fazioni progressista e tradizionalista, che si puntano il dito l'una contro l'altra". Parlando ad una riunione del College Theology Society ha detto: "A mio parere, chi punta il dito fa un grande danno alla vita religiosa perché ci rende difensivi" e "ci sentiamo costantemente costretti a difenderci da altre parti della Chiesa."
Il 9 ottobre 2016 papa Francesco ne ha annunciato la sua creazione a cardinale nel concistoro del 19 novembre.
Il 7 novembre lo stesso pontefice lo ha nominato arcivescovo di Newark ed ex officio superiore ecclesiastico di Turks e Caicos. Ha preso possesso dell'arcidiocesi il 6 gennaio successivo.
Il 7 e 8 maggio 2025 ha partecipato come cardinale elettore al conclave che ha portato all'elezione di papa Leone XIV.

## Genealogia episcopale e successione apostolica
La genealogia episcopale è:
- Cardinale Scipione Rebiba
- Cardinale Giulio Antonio Santori
- Cardinale Girolamo Bernerio, O.P.
- Arcivescovo Galeazzo Sanvitale
- Cardinale Ludovico Ludovisi
- Cardinale Luigi Caetani
- Cardinale Ulderico Carpegna
- Cardinale Paluzzo Paluzzi Altieri degli Albertoni
- Papa Benedetto XIII
- Papa Benedetto XIV
- Cardinale Enrico Enriquez
- Arcivescovo Manuel Quintano Bonifaz
- Cardinale Buenaventura Córdoba Espinosa de la Cerda
- Cardinale Giuseppe Maria Doria Pamphilj
- Papa Pio VIII
- Papa Pio IX
- Cardinale Gustav Adolf von Hohenlohe-Schillingsfürst
- Arcivescovo Salvatore Magnasco
- Cardinale Gaetano Alimonda
- Cardinale Agostino Richelmy
- Vescovo Giuseppe Castelli
- Vescovo Gaudenzio Binaschi
- Arcivescovo Albino Mensa
- Cardinale Tarcisio Bertone, S.D.B.
- Cardinale Joseph William Tobin, C.SS.R.

La successione apostolica è:
- Vescovo Gregory James Studerus (2020)
- Vescovo Elias Richard G. Lorenzo, O.S.B. (2020)
- Vescovo Michael Arsenio Saporito (2020)
- Vescovo Kevin James Sweeney (2020)
- Arcivescovo Alfonso Vincenzo Amarante, C.SS.R. (2023)